# ГЕС Біг-Крік 2
ГЕС Біг-Крік 2 — гідроелектростанція у штаті Каліфорнія (Сполучені Штати Америки). Знаходячись між ГЕС Біг-Крік 1 (вище по сточищу) та ГЕС Біг-Крік 8, входить до складу однієї з гілок гідровузла у верхній частині сточища річки Сан-Хоакін, яка починається на західному схилі гір Сьєрра-Невада та впадає до затоки Сан-Франциско.

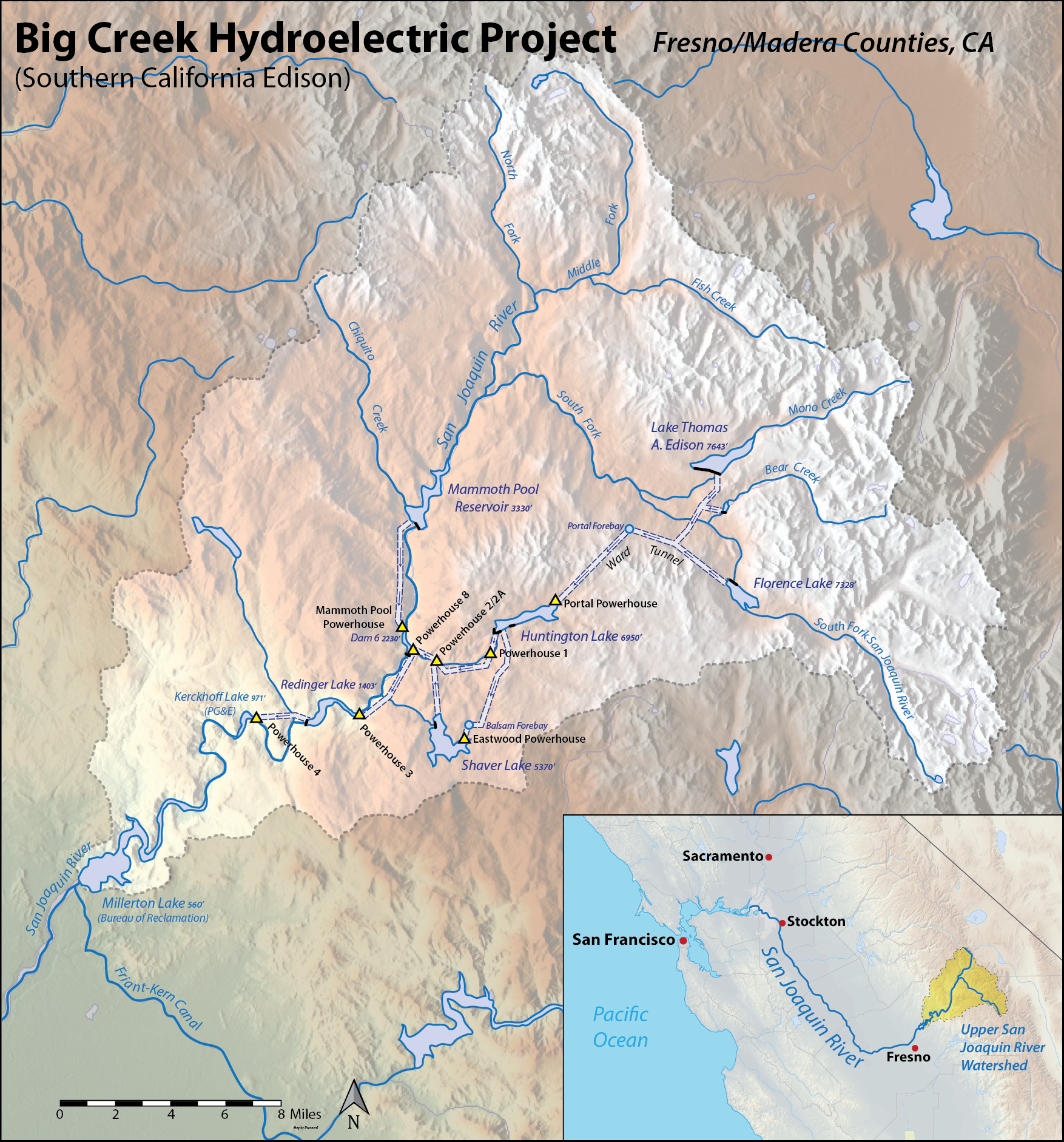
Схема гідровузла Біг-Крік

Відпрацьована на станції Біг-Крік 1 вода потрапляє до створеного на Біг-Крік невеликого резервуару з об'ємом 74 тис. м3, який утримує бетонна аркова гребля висотою 23 метри та довжиною 87 метрів. Звідси під лівобережним гірським масивом прокладений дериваційний тунель довжиною 6,6 км з діаметром 3,7 метра. На своєму шляху він отримує додатковий ресурс із водозаборів на лівих притоках Біг-Крік — Бальзам-Крік, Елі-Крік та Адіт-8-Крік, на яких спорудили бетоні споруди висотою 3, 2 та 9 метрів при довжині 44, 13 та 13 метрів. По завершенні тунель переходить у чотири напірні водоводи довжиною біля 1,5 км зі спадаючим діаметром від 1,1 до 0,9 метра. В системі також працює вирівнювальний резервуар висотою 35 метрів з діаметром 9 метрів.
Основне обладнання станції становлять чотири турбіни типу Пелтон, дві з яких після модернізації мають потужність по 15,8 МВт, а дві по 17,5 МВт. Вони використовують напір у 566 метрів та в 2018 забезпечили виробництво 322 млн кВт-год електроенергії.
Відпрацьована вода потрапляє у створений на Біг-Крік невеликий резервуар, з якого спрямовується на ГЕС Біг-Крік 8. При цьому можливо відзначити, що поряд з машинним залом Біг-Крік 2 знаходиться аналогічна споруда станції Біг-Крік 2А. Остання відноситься до іншої гілки гідровузла, яка втім також отримує ресурс із водосховища Хантінгтон-Лейк, з якого через ГЕС Біг-Крік 1 живиться Біг-Крік 2.